# Diócesis de Novaliciana
La Sede titular de Novaliciana es una Diócesis titular católica.

## Episcopologio
- Joseph Gregory Vath (4 mar 1966 - 29 sep 1969)
- Héctor Luis Lucas Peña Gómez (12 ene 1970 - 8 ene 1979)
- Achille Silvestrini (4 may 1979 - 28 jun 1988)
- Faustino Sainz Muñoz (29 oct 1988 -31 oct 2012)